# Tension-leg platform
La tension-leg platform (TLP), piattaforma a gambe in tensione in italiano, è una tipologia di piattaforma petrolifera galleggiante utilizzata per fondali profondi, generalmente tra i 300 e i 1500 metri. Questa tipologia di piattaforma è utilizzata anche per ospitare turbine eoliche.

## Struttura

A sinistra, una tension-leg platform (grigio) in fase di rimorchio con le àncore (grigio chiaro) tenute in superficie da cavi (rosso); a destra, la piattaforma con àncore calate sul fondale e cavi estesi ma non in tensione.

A sinistra, la tension-leg platform (grigio) in galleggiamento; a destra, la struttura è tirata verso il basso dai cavi in tensione (rosso) collegati alle ancore (grigio chiaro) (versione semplificata, non vengono mostrate le operazioni di zavorramento).

Una TLP è una piattaforma galleggiante mantenuta in posizione da un sistema di ancoraggio verticale, tenuto in tensione dal galleggiamento della piattaforma stessa. Esse sono perennemente ancorate al fondale per mezzo di tiranti raggruppati in fasci, collegati ciascuno ad un angolo della piattaforma. Ogni gruppo di tiranti è denominato tension-leg.
L'altra estremità dei tiranti termina in un sistema di fondamenta ancorato nel fondale marino. Le fondamenta sono ancorate tramite pali infissi nel fondale per mezzo di battipalo idraulici; alternativamente queste possono essere tenute in posizione grazie a fondamenta a gravità. Le fondamenta sono in ogni caso costruite a terra per poi essere trasportate in loco; un tipico sistema di fondamenta consiste di 16 pali di cemento (uno per ogni tirante) con dimensioni di 30 metri di diametro e 120 metri di lunghezza.
La caratteristica strutturale dei tiranti consiste nella relativamente elevata rigidezza assiale che riduce o elimina i movimenti verticali della piattaforma. Questo permette l'installazione di teste pozzo di produzione in superficie, collegate rigidamente con le teste pozzo sottomarine tramite marine riser rigidi. Il completamento del pozzo risulta quindi di gran lunga più semplice, semplificando anche gli interventi di manutenzione.
Lo scafo è una struttura galleggiante che supporta un ponte su cui sono installate le attrezzature di produzione e perforazione. Un tipico scafo è formato da quattro colonne cave supportate da scafi orizzontali simili a quelli di una piattaforma semi-sommergibile. La spinta di galleggiamento dello scafo supera il peso della piattaforma cosicché è richiesto un sistema di ancoraggio teso o “gambe in tensione” affinché la piattaforma resti in posizione. Le colonne hanno dimensioni che raggiungono i 30 m di diametro e 120 m di altezza.
Le attrezzature di superficie sono organizzate in moduli. Queste, per ragioni economiche, sono assemblate in cantieri a terra per essere poi trasportate su chiatte e montate nella destinazione finale.
Le tension-leg, o gambe in tensione, sono strutture tubolari che collegano lo scafo alle fondamenta e rappresentano il sistema di ormeggio della TLP. Questi tiranti in genere hanno dimensioni di circa 1 m di diametro e 8 cm di spessore; la lunghezza dipende ovviamente dalla profondità del fondale marino.

## Produzione
La produzione di idrocarburi su una TLP avviene normalmente per mezzo di teste pozzo di superficie (dry trees); questa soluzione è favorita a causa del ridotto movimento verticale della piattaforma.
Il collegamento con i pozzi è garantito invece da riser rigidi. A volte tuttavia vengono preferiti riser flessibili di tipo steel catenary (SCR, steel catenary riser), anche per le pipeline in uscita.
Le TLP possono essere dotate fino a cinquanta slot per altrettanti pozzi, con la possibilità di effettuare tie-back da pozzi sottomarini posti anche a notevole distanza.

## Sviluppo

### TLP classiche
Le TLP si sono sviluppate a partire dagli anni ottanta come prima soluzione per lo sviluppo di campi off-shore in acque profonde.
La prima TLP, la Hutton, è stata installata nel mare del Nord dalla Conoco Inc. (poi rinominata ConocoPhillips) nel 1984 in 147 metri di profondità d'acqua, per la produzione di greggio dal campo petrolifero Hutton.
L'utilizzo di TLP con design classico è in uso tuttora laddove sono richiesti grandi topside, quindi notevoli spinte di galleggiamento.
La più profonda TLP convenzionale è la Ursa, installata nel 1999, operata da Eni nel Golfo del Messico in 1159 m d'acqua.

### Sea-Star TLP
Verso la fine degli anni '80, hanno fatto la comparsa nuovi design accomunati da una maggiore snellezza delle strutture per sviluppare campi marginali.
Le mini-TLP (o sea-star, stella marina) sono state introdotte come soluzione dove un minor numero e volume di attrezzature di superficie è richiesto. I topside sono più piccoli e leggeri e conseguentemente è richiesta una minor spinta di galleggiamento.
Lo scafo consiste in una singola colonna posta al centro della piattaforma con tre estensioni radiali alla base di essa. Ogni estensione è dotata di due tiranti.
La Morpeth, installata da Eni nel 1998 nel golfo del Messico, è stata la prima mini-TLP. La piattaforma opera in 518 metri di profondità d'acqua ed ospita 5 teste pozzo, tie-back di altrettante teste pozzo sottomarine.

### MosesTLP
Le Moses TLP mantengono la struttura a quattro colonne, ma queste sono ravvicinate e poste al centro dello scafo.
La prima Moses TLP al mondo è stata la Prince, installata nel 2001 dalla Palm Energy Offshore nel Golfo del Messico in 454 metri d'acqua.

### ETLP
Le extended tension-leg platform (ETLP) conservano la struttura a quattro colonne separate, ma presentano delle estensioni radiali alle cui estremità sono collegati due tiranti.
La struttura risulta così più snelle e di dimensioni più ridotte rispetto alle TLP convenzionali.
La prima ETLP al mondo è stata la Kizomba A, installata nel 2004 dalla ExxonMobil nell'oceano Atlantico al largo delle coste dell'Angola in 1178 metri d'acqua.

## Tension-leg platformnel mondo
Al momento esistono venticinque Tension-leg platform al mondo. La maggior parte di esse sono installate nel golfo del Messico; altre si trovano nel Mare del Nord, soprattutto le prime in ordine di tempo, ed nell'Oceano Atlantico.
La TLP più profonda è la Magnolia, installata in 1425 m d'acqua nel Golfo del Messico.
| Piattaforma     | Tipo     | Anno | Area               | Stato              | Operatore            | Profondità marina |
| --------------- | -------- | ---- | ------------------ | ------------------ | -------------------- | ----------------- |
| Hutton          | Classica | 1984 | Mare del Nord      | Regno Unito        | ConocoPhillips       | 147               |
| Jolliet         | Classica | 1989 | Golfo del Messico  | Stati Uniti        | ConocoPhillips       | 536               |
| Snorre A        | Classica | 1992 | Mare del Nord      | Norvegia           | Statoil              | 335               |
| Auger           | Classica | 1994 | Golfo del Messico  | Stati Uniti        | Shell                | 873               |
| Heidrun         | Classica | 1995 | Mare del Nord      | Norvegia           | Statoil              | 345               |
| Mars            | Classica | 1996 | Golfo del Messico  | Stati Uniti        | Shell                | 894               |
| Ram-Powell      | Classica | 1995 | Golfo del Messico  | Stati Uniti        | Shell                | 980               |
| Morpeth         | Sea-Star | 1998 | Golfo del Messico  | Stati Uniti        | Eni                  | 518               |
| Ursa            | Classica | 1999 | Golfo del Messico  | Stati Uniti        | Shell                | 1159              |
| Allegheny       | Sea-Star | 1999 | Golfo del Messico  | Stati Uniti        | Eni                  | 1009              |
| Marlin          | Classica | 1999 | Golfo del Messico  | Stati Uniti        | BP                   | 987               |
| Typhoon         | Sea-Star | 2001 | Golfo del Messico  | Stati Uniti        | Chevron              | 639               |
| Brutus          | Classica | 1999 | Golfo del Messico  | Stati Uniti        | Shell                | 910               |
| Prince          | Moses    | 2001 | Golfo del Messico  | Stati Uniti        | Palm Energy Offshore | 454               |
| West Seno A     | Classica | 2003 | Stretto di Makasar | Indonesia          | Chevron              | 1021              |
| Matterhorn      | Sea-Star | 2003 | Golfo del Messico  | Stati Uniti        | Total                | 859               |
| Marco Polo      | Moses    | 2004 | Golfo del Messico  | Stati Uniti        | Anadarko             | 1311              |
| Kizomba A       | ETLP     | 2004 | Oceano Atlantico   | Angola             | ExxonMobil           | 1178              |
| Magnolia        | ETLP     | 2005 | Golfo del Messico  | Stati Uniti        | ConocoPhillips       | 1425              |
| Kizomba B       | ETLP     | 2005 | Oceano Atlantico   | Angola             | ExxonMobil           | 1178              |
| Oveng           | Moses    | 2007 | Oceano Atlantico   | Guinea Equatoriale | Hess                 | 271               |
| Okume-Ebano     | Moses    | 2007 | Oceano Atlantico   | Guinea Equatoriale | Hess                 | 503               |
| Neptune         | Sea-Star | 2008 | Golfo del Messico  | Stati Uniti        | BHP Billiton         | 1280              |
| Shenzi          | Moses    | 2009 | Golfo del Messico  | Stati Uniti        | BHP Billiton         | 1333              |
| Papa Terra P-61 | ETLP     | 2014 | Oceano Atlantico   | Brasile            | Petrobras            | 1180              |

Aggiornato ad aprile 2012.

## Confronto tra TLP e altre piattaforme
La caratteristica peculiare delle TLP consiste nella presenza dei tiranti, che, grazie alla relativamente alta rigidezza assiale, elimina teoricamente ogni movimento verticale della piattaforma. Questa soluzione strutturale permette l'uso di teste pozzo di superficie collegate ai pozzi per mezzo di riser rigidi. A sua volta questo permette un tipo di completamento più semplice e un più agevole controllo della produzione. Le TLP quindi risultano la soluzione ottimale per pozzi dalla manutenzione molto costosa ed elaborata, soprattutto in acque profonde.
Per contro, la debolezza delle TLP consiste nella scarsa stabilità nel piano orizzontale, in aggiunta ai rischi di attorcigliamento dei tiranti. Uno svantaggio ulteriore consiste nel complesso sistema di ancoraggio dei tiranti con il fondale, da cui derivano costi di progettazione e realizzazione elevati.
Proprio la complessità e il costo dei tiranti rende la TLP anti-economica oltre i 1'200 m d'acqua. Oltre questo limite si preferiscono altre soluzioni, quali piattaforme semisommergibili, spar o FPSO.

## Utilizzo per turbine eoliche
Il Massachusetts Institute of Technology insieme al National Renewable Energy Laboratory è stato il primo a valutare la possibilità di utilizzare le TLP per l'installazione di turbine eoliche, già nel settembre 2006.
Le prime turbine eoliche installate con pali infissi nel fondale marino risultavano molto costose a parità di energia prodotta ed erano limitate a fondali fino a 50 m. Inoltre erano capaci di produrre non oltre 1,5 MW per unità o 3,5 MW per installazioni off-shore convenzionali. Per contro, le installazioni su TLP consentono di ospitare un numero di turbine tale da ridurre a un terzo il costo per unità di energia prodotta.
Questa soluzione inoltre estende l'operatività fino a 650 m d'acqua, anche in siti lontani dalla costa. Si è stimato inoltre che un campo eolico installato su piattaforme TLP possa generare fino a 5 MW.
Le ragioni del minor costo sono legate sostanzialmente alla modalità di installazione. Le TLP infatti sono assemblate in cantieri a terra e trasportate alla destinazione finale; questo processo risulta più economico delle alternative tradizionali. Inoltre una piattaforma TLP offre il vantaggio di poter essere spostata in altri siti abbastanza facilmente.
Stando ai risultati di alcune simulazioni al computer, le TLP si muoverebbero di 1 o 2 m in caso di uragano e le pale delle turbine potrebbero ruotare al di sopra delle creste delle onde. Inoltre i ricercatori del MIT e del NREL sostengono che il movimento delle onde potrebbe essere smorzato in caso di disastro naturale.
Un modello in scala dovrebbe essere installato dai ricercatori al largo delle coste di Capo Cod, Massachusetts.